# Ingo Schwichtenberg
Ingo Schwichtenberg („Mr. Smile”) (ur. 18 maja 1965 w Hamburgu, zm. 8 marca 1995 w Hamburgu) – niemiecki perkusista heavymetalowy, członek zespołu Helloween.

## Życiorys
W 1984 był jednym z założycieli zespołu Helloween, razem z Kaiem Hansenem i Michaelem Weikathem. Nagrał z nim 7 płyt. Jego karierę przerwały choroba alkoholowa, narkomania i schizofrenia; w 1993 odszedł z Helloween, a w 1995 popełnił samobójstwo na jednej ze stacji metra w Hamburgu.

## Nagrania wraz z Helloween
- Helloween – 1985
- Walls of Jericho – 1985
- Keeper of the Seven Keys Part 1 – 1987
- Keeper of the Seven Keys Part 2 – 1988
- Live in the UK – 1989
- Pink Bubbles Go Ape – 1991
- Chameleon – 1993